# エスタディオ・オリンピコ・フェリックス・サンチェス
エスタディオ・オリンピコ・フェリックス・サンチェス（Estadio Olímpico Félix Sánchez、英: Félix Sánchez Olympic Stadium）はドミニカ共和国の首都であるサントドミンゴにある多目的スタジアム。

## 概要
1974年に第12回中央アメリカ・カリブ海競技大会のためにオープンし、2003年のパンアメリカン競技大会で改装されたこのスタジアムは、ドミニカ共和国最大のスタジアムで、主にサッカーや陸上競技、コンサートとして使用されている。
かつては、スタジアム内にスポーツ複合施設がある為にエスタディオ・オリンピコ・フアン・パブロ・ドゥアルテと呼ばれていたが、2004年アテネオリンピックの400メートルハードル競技で金メダルを獲得したフェリックス・サンチェスにちなんで2005年に改名された。
スポーツイベントにおける収容人数は27,000人だが、35,000人の観客が訪れたこともある。コンサートの場合の収容人数は50,000人である。
サッカーではドミニカ共和国代表以外にもリーガ・ドミニカーナ・デ・フットボールに所属するバウガーFC、アトレティコ・パントーヤ、O&M FCが本拠地として使用。
2024年のFIFA U-17女子ワールドカップでは同国で初めてFIFAの大会を催す上でメイン会場となった。